# Paso Santa María
Paso de Santa María  fue un antiguo y pequeño asentamiento humano que funcionó como enlace entre la Provincia del Paraguay y la Gobernación de las Misiones Guaraníes que formaba parte de las Misiones Jesuíticas bajo control español en tiempos coloniales.
Originalmente fue conocido como Paraje del Tebicuary y luego como Paso del Tebicuary Guazú.
Luego se convirtió en un importante puerto internacional de carga y descarga de mercaderías por el tránsito de yerba mate, madera y ganado por el río Tebicuary, y su unión con el río Paraguay y el río Paraná. 
Villa Florida, Misiones, Paraguay es la denominación actual del lugar.